# Albert Edward Bridge
Die Albert Edward Bridge ist eine Eisenbahnbrücke über den River Severn zwischen Coalbrookdale in der Unitary Authority Telford and Wrekin und dem Dorf Buildwas bei Shrewsbury in Shropshire, England.
Die von John Fowler entworfene und zwischen 1862 und 1863 für die Wenlock, Craven Arms and Lightmoor Extension Railway gebaute zweigleisige Albert Edward Bridge, seine etwas ältere, fast baugleiche Victoria Bridge und die Belvidere Bridge von 1848 sind wohl die letzten gusseisernen Brücken Großbritanniens.

## Name, Lage
Sie ist nach dem Prince of Wales Albert Edward benannt, dem späteren Eduard VII., König des Vereinigten Königreichs von Großbritannien und Irland, König der Dominions und Kaiser von Indien.
Die  Albert Edward Bridge steht 1,25 km flussaufwärts der Iron Bridge, der ersten gusseisernen Brücke der Welt.
Die früher auf dem westlichen Ufer dicht neben ihr stehende Ironbridge Power Station wurde 2015 abgeschaltet, die auf älteren Aufnahmen noch zu sehenden vier Kühltürme wurden Ende 2019 gesprengt.

## Beschreibung
Die Segmentbogenbrücke hat eine Stützweite von 61 m (200 ft). Ihre vier eingespannten, gusseisernen Bogenrippen bestehen jeweils aus neun Abschnitten mit dem Querschnitt eines Doppel-T-Trägers, die miteinander verschraubt sind. Senkrechte, durch Querstege versteifte Stützen übernehmen die Aufständerung des Fahrbahnträgers. Waagrechte und diagonale Profile aus Schmiedeeisen versteifen die Bogenrippen untereinander. Außen sind die Zwickel durch gusseiserne Formteile ausgefüllt. Inschriften auf dem Bogenscheitel nennen Name und Baujahr der Brücke, Mr. Fowler als Engineer sowie Messrs. Brassey and Field, Contractors als Baufirma und die Coalbrookdale Company als Gießerei und Eisenbauunternehmen.
Der auskragende Fahrbahnträger bestand aus schmiedeeisernen Trägern und einem Holzbohlenbelag. Er wurde 1933 durch eine Stahlkonstruktion ersetzt.
Über die Brücke wurde Kohle für die Ironbridge Power Station transportiert, bis sie 2015 abgeschaltet wurde. Danach wurde die Brücke stillgelegt.
Sie steht seit 1996 unter Denkmalschutz (Grade II).